# Sidorki (gmina)
Sidorki – dawna gmina wiejska istniejąca w latach 1867–1954 na Lubelszczyźnie. Początkowo siedzibą gminy były Sidorki (obecnie dzielnica Białej Podlaskiej) a po wojnie Biała Podlaska.
Gmina Sidorki powstała w 1809 roku w Księstwie Warszawskim. Po podziale Królestwa Polskiego na powiaty i gminy z początkiem 1867 roku gmina Sidorki weszła w skład w powiatu bialskiego w guberni siedleckiej (w latach 1912–1915 jako część guberni chełmskiej). Gmina składała się z 15 wsi: Czosnówka, Dokudów, Grabanów, Hola, Julków, Kaliłów, Lisy, Ogrodniki, Ortel Książęcy, Perkowice, Sidorki, Sielczyk, Wilczyn, Woskrzenice i Wólka Plebańska.
W 1919 gmina weszła w skład woj. lubelskiego. 1 sierpnia 1921 od gminy Sidorki odłączono miejscowość Zofilas i folwark Białka, włączając je do Białej Podlaskiej. Resztę terytorium Zofilasu (55 ha 98,7 a) oraz miejscowość Odpadki do Białej Podlaskiej włączono 1 kwietnia 1928
Podczas okupacji gmina należała do dystryktu lubelskiego (w Generalnym Gubernatorstwie). W 1933 roku do gminy Sidorki przyłączono  wieś Smolne Piece z gminy Żerocin w powiecie radzyńskim. W 1952 roku siedzibę gminy przeniesiono z Sidorek do Białej Podlaskiej. Według stanu z dnia 1 lipca 1952 roku gmina Sidorki składała się z 14 gromad.
Jednostka została zniesiona 29 września 1954 roku wraz z reformą wprowadzającą gromady w miejsce gmin. Z obszaru gminy utworzono Gromadzkie Rady Narodowe w Dubowie, Ortelu Książęcym i Sidorkach. Po reaktywowaniu gmin z dniem 1 stycznia 1973 roku gminy Sidorki nie przywrócono.